# Peter Norman (Ökonom)

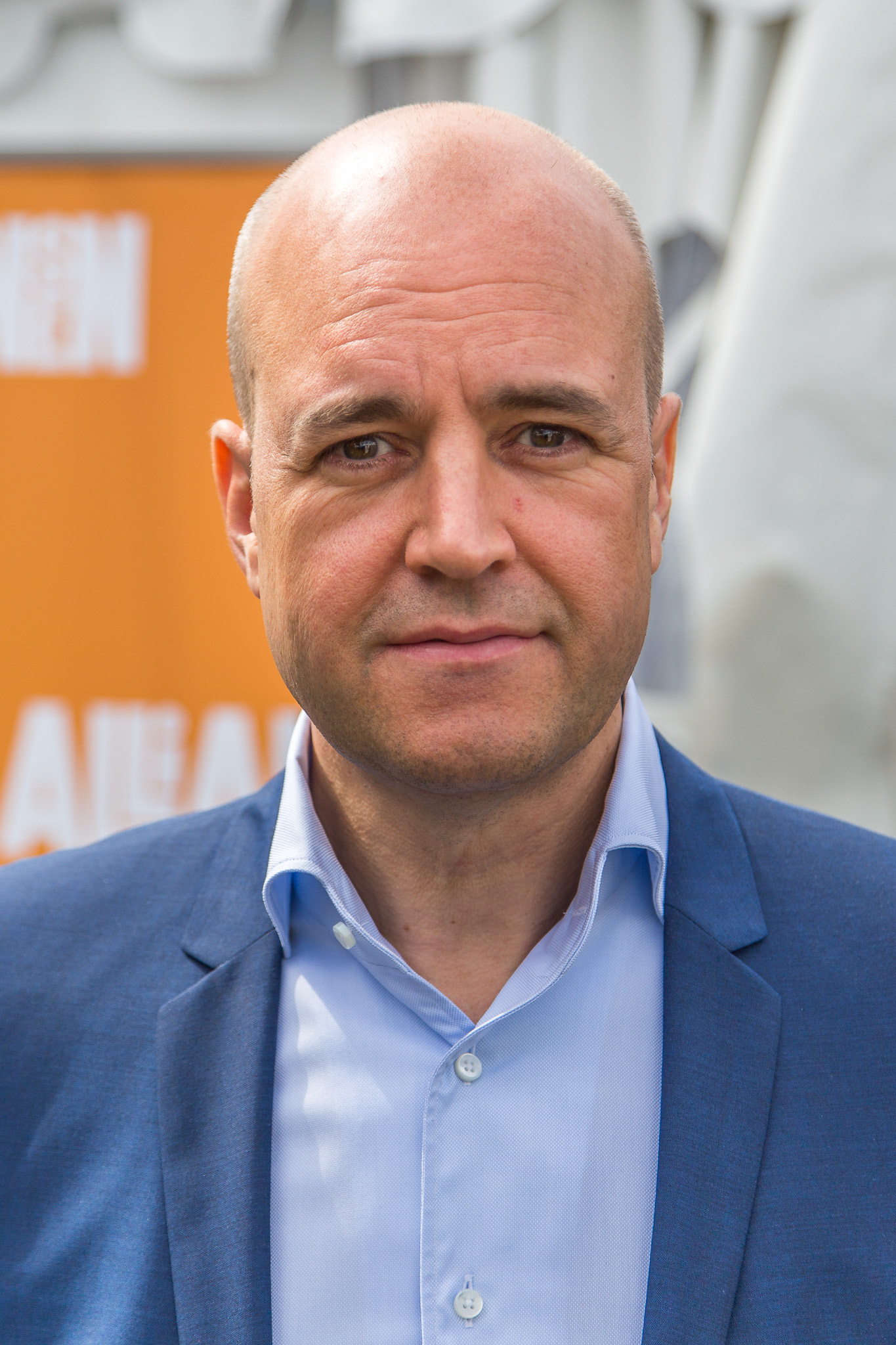
Peter Norman (2014)

Peter Erik Norman (* 3. April 1958) ist ein schwedischer Ökonom, Politiker der Moderata samlingspartiet und war in den Jahren 2010 bis 2014 Minister für Finanzmarktfragen im Finanzministerium.
Norman besuchte das Gymnasium in Stockholm. Von 1981 bis 1984 studierte er Ökonomie an der Universität Stockholm und erlangte einen Bachelor.
Seit 1985 arbeitet er im Finanzsektor. Er war Vorsitzender der Geschäftsführung der Carnegie Investment Bank und von 1994 bis 1996 Vizedirektor der Schwedischen Reichsbank. Danach war er bis 1999 CEO der Investmentbank Alfred Berg. Von 2000 bis zu seiner Ernennung zum Minister war er Präsident der staatlichen Regierungsbehörde Sjunde AP-fonden und außerdem von November 2008 bis Mai 2009 Vorsitzender der Geschäftsführung der Investmentgesellschaft Svolder und der Finanzierungsgesellschaft Max Matthiesen. Er war zudem stellvertretender Vorsitzender des Nuclear Waste Fund. Er ist Mitglied des Vorstandes der Universität Stockholm.
Peter Norman ist verheiratet, Vater von vier Kindern und lebt in Stockholm.